# هریسون بیگینز
هریسون بیگینز (انگلیسی: Harrison Biggins؛ زادهٔ ۱۵ مارس ۱۹۹۶) بازیکن فوتبال اهل بریتانیا است.
از باشگاه‌هایی که در آن بازی کرده‌است می‌توان به باشگاه فوتبال بارنزلی اشاره کرد.